# Hanamizuki
Hoa Thủy Mộc hay Hanamizuki(Tiếng Nhật: ハナミズキ；花水木) là một bộ phim Nhật Bản, xuất bản năm 2010.

## Nội dung
Bộ phim này kéo dài trong 10 năm từ 1996 đến 2006.
Cảnh mở đầu của phim là bắt đầu vào năm 2005 khi Sae đi du lịch đến thăm nơi mình sinh ra là Peggys Cove, Nova Scotia ở Canada. Trên xe buýt, cô nhìn vào bức ảnh mà cha cô đã chụp trước khi mất với hình ảnh 2 mẹ con bên cạnh ngọn hải đăng trong hoàng hôn, và ký ức quay về năm 1996. Sae và Kouhei gặp nhau trên một chuyến tàu khi sae đi thi. Sự cố xảy ra khi tàu đâm phải một con nai và phải dừng đột xuất. Sae đã không bắt kịp được xe tới trường. Kouhei đưa sae đến một ngôi nhà người quen gần đó để nhờ giúp, tuy nhiên chủ nhà vắng nhà. Sae phát hiện một chìa khóa trong xe tải đỗ tại hiên. Cô yêu cầu Kouhei "mượn" chiếc xe tải để gửi cô đi khám. Tuy nhiên, Kouhei đã cố gắng chạy quá tốc độ và trong nỗ lực vượt một chiếc xe trước mặt, Kouhei đã không làm chủ được tay lái và lái xe chệch ra ngoài đường. Họ đã được đưa đến một đồn cảnh sát và Sae đã bị loại khỏi kỳ thi của mình.
Sae học hành chăm chỉ để có thể vào trường đại học trong khi Kouhei luôn luôn hỗ trợ cô. Tuy nhiên, trong lòng Kouhei lại dấy lên sự mâu thuẫn, anh luôn động viên Sae cho kì thi vào đại học nhưng phần nào đó trong tâm hồn lại hi vọng sae không đi tokyo. Khi Sae đậu được vào Đại học Waseda, Kouhei lúc đầu đã từ chối gặp cô. Tuy nhiên, sau khi bạn bè của mình thúc giục, họ đã lên một chiếc thuyền và đuổi theo Sae, và khi họ nhìn thấy cô, họ tung ra một biểu ngữ đọc, "Good Luck Sae!".
Tại Đại học Waseda, Sae gặp Kitami, sinh viên năm cuối là một thích chụp ảnh trẻ em. Anh giúp Sae tìm thấy một công việc giảng dạy tiếng Anh đêm tại một trường học nhỏ và trở thành bạn tốt với cô ấy. Do đó, khi Kouhei thăm Sae ở Tokyo, khi nhìn thấy Sae và Kitami nói chuyện với nhau, Kouhei đã ghen. Trong buổi ăn tối tại nhà hàng đêm giáng sinh với Sae, Kouhei từ chối ăn bất cứ điều gì và xông ra khỏi nhà hàng. Trên đường bỏ đi. Kouhei chạm mặt một nhóm thanh niên làm rơi và chế nhạo hộp đồ mà lẽ ra anh tặng Sae. Cuộc ẩu đả xảy ra, Kouhei bị thương và được Sae đưa trở lại căn hộ của cô, và họ ngủ cùng nhau. Kouhei sau đó tặng cho Sae chiếc tàu mà anh đã tự tay làm ở nhà. Sae lo ngại rằng mối quan hệ của họ sẽ không kéo dài lâu hơn.
Bốn năm sau, Sae tốt nghiệp và không thể tìm thấy một công việc ở Tokyo. Cô gặp Junichi, người yêu cầu cô đi đến New York cùng với anh ta. Đồng thời, vì nợ nần, cha Kouhei phải bán đi chiếc tàu của gia đình và ông phải tìm công việc khác. Kouhei sau đó liên lạc Sae, nói với cô rằng anh có kế hoạch để đi Tokyo để tìm cô ấy. Tuy nhiên, trong chuyến đi cuối cùng của tàu đánh cá, cha của Kouhei có một cơn đau tim và qua đời. Kouhei là sau đó không thể đến Tokyo, bởi còn mẹ và em gái.
Sau đó, Sae đi New York theo lời mời với Junichi, và họ đã làm việc với nhau trong cùng một công ty. Junichi cầu hôn Sae. Sae trở về Kushiro để tham dự đám cưới của người bạn cô Kitami, và cô ấy phát hiện ra rằng Kouhei đã kết hôn với Ritsuko. Sau đó, Kouhei gặp Sae tại ngọn hải đăng, và Sae nói với anh rằng đây có thể là lần cuối cùng cô viếng thăm Nhật Bản. Khi Kouhei về nhà, Ritsuko chờ anh trước cửa và anh hay tin công đoàn không thể tiếp tục cho gia đình anh vay nữa. Kouhei bán nhà giải quyết vấn đề, nhưng ông đã tìm thấy giấy tờ ly dị của Ritsuko trên bàn khi ông trở về. Cảnh kết thúc với một báo cáo tin tức nói rằng Junichi đã bị giết tại Iraq.
Một năm sau, Sae thăm quê hương của cô Peggys Cove, Nova Scotia, Canada. Khi cô đang đi bộ, cô tình cờ nhìn thấy con tàu mà Kouhei đã cho cô trong một cửa sổ cửa hàng và phát hiện ra rằng Kouhei là một phần của thành viên đoàn của tàu đã neo đậu tại cảng. Cô vội vàng chạy đến Kouhei, nhưng tàu đã vừa rời bến.
Trong năm 2006, Sae đã di chuyển trở lại quê hương của mình, và mở một trường học cho trẻ em trong nhà. Bộ phim kết thúc khi Sae thấy Kouhei dưới gốc cây Thủy Mộc trước nhà, và Sae chào đón trở về nhà Kouhei.

## Diễn viên
1. Ikuta Toma: vai Kouhei
2. Aragaki Yui:  vai Sae
3. Mukai Osamu:  vai kẻ thứ ba

## Soundtrack
1. "Hanamizuki -Introduction-" (ハナミズキ -Introduction-?)
2. "Opening Title"
3. "Jig for the Fiddle #1"
4. "Lighthouse on the Hill -Main Theme-"
5. "Jig for the Fiddle #2"
6. "Under the Dogwood Tree" (ハナミズキの下で  Hanamizuki no shita de?)
7. "New York"
8. "Sprouting" (芽生え  Mebae?)
9. "The Two People in the Snow" (雪の中のふたり  Yuki no naka no futari?)
10. "Irish Reel"
11. "The Start of Love" (恋の始まり  Koi no hajimari?)
12. "Fiddle and Guitar -Main Theme-"
13. "Kitami's Proposal" (北見のプロポーズ  Kitami no puropōzu?)
14. "The Two Mornings" (ふたりの朝  Futari no asa?)
15. "Bad News" (悪い知らせ  Warui shirase?)
16. "Death of My Father" (親父の死  Oyaji no shi?)
17. "The Two Thoughts" (ふたりの想い  Futari no omoi?)
18. "Under the Dogwood Tree -reprise-" (ハナミズキの下で -reprise-  Hanamizuki no shita de -reprise-?)
19. "Sadness" (悲しみ  Kanashimi?)
20. Lighthouse on the Hill -reprise-
21. "Under the Dogwood Tree -Piano Solo-" (ハナミズキの下で -Piano Solo-  Hanamizuki no shita de -Piano Solo-?)